# Лобов, Семён Семёнович
Семён Семёнович Ло́бов (1888, дер. Песьково, Смоленская губерния — 30 октября 1937) — советский государственный деятель. Член ЦИК СССР 1—7 созывов, член ЦК ВКП(б) (1924—1937), кандидат в члены ЦК (1922—1923), член Оргбюро ЦК ВКП(б) (1930—1934), кандидат в члены Оргбюро (1927—1930).

## Биография
Окончил начальную школу.
Член РСДРП, большевик с 1913 г. В 1917—1918 гг. — председатель заводского комитета завода «Бывший Розенкранц» (Петроград), депутат Петроградского совета, член Петроградского и Выборгского комитетов РСДРП(б).
Работал на строительстве Амурской железной дороги, рабочим на заводе «Бывший Розенкранц» (Петроград).
- 1918—1919 гг. — заместитель председателя и член Президиума Петроградского ЧК,
- 1919—1920 гг. — председатель Саратовской ЧК, член Саратовского губернского комитета РКП(б),
- До апреля 1920 года был командирован в Ростов-на-Дону для координации и общего управления деятельностью органов ЧК Северного Кавказа[4]
- 1920—1921 гг. — уполномоченный ВЧК по Башкирской АССР, председатель Башкирской ЧК, нарком внутренних дел Башкирской АССР,
- 1921—1923 гг. — начальник топливного управления и управляющий Нефтесиндикатом СССР,
- 1923—1926 гг. — председатель Северо-Западного промышленного бюро ВСНХ СССР, член Главконцескома,
- 1924—1926 гг. — член Президиума ВСНХ СССР,
- 1926—1930 гг. — председатель ВСНХ РСФСР, одновременно начальник Главэнерго ВСНХ РСФСР,
- 1930—1932 гг. — заместитель народного комиссара снабжения СССР,
- 1932—1936 гг. — народный комиссар лесной промышленности СССР,
- 1936—1937 гг. — народный комиссар пищевой промышленности РСФСР.

### Выборные партийные должности
Член ЦК ВКП(б) (1924—1934), кандидат в члены ЦК РКП(б) (1922—1923). Член Оргбюро ЦК ВКП(б) (1930—1934), кандидат в члены Оргбюро ЦК ВКП(б) (1927—1930). Избирался делегатом XI—XVII съездов ВКП(б).

### Арест и обвинения
21 июня 1937 г. был арестован на основании показаний И. М. Варейкиса. 29 октября 1937 г. был приговорен к смертной казни по обвинению в участии в антисоветской контрреволюционной террористической организации. Расстрелян.
В 1956 г. Военной коллегией Верховного суда СССР был посмертно реабилитирован. Его имя увековечено на родине, в названии улицы в райцентре Угра Смоленской области.

## Награды и звания
- Орден Ленина (1936) — за перевыполнение производственного плана 1935 года по Народному комиссариату лесной промышленности Союза ССР и достигнутые успехи в деле организации производства и овладения техникой
- Орден Красного Знамени